# Каца
Каца е голям дървен съд, направен от стегнати с метални обръчи и подредени в кръг дъски с форма на пресечен конус по-голямо дъно от горния отвор, който се използва за съхранение на кисело зеле, туршии, ферментация на алкохолни джибри и други продукти. Различава се от бъчвата по това, че горната част на съда е открита или се покрива с отделен дървен капак. Кацата с малък обем се нарича каче. Дървени съдове по-малко дъно от отвора са футия и чебър. 
Подобно на бъчвите, и каците се изработват от дървени дъги, стегнати с железни обръчи. Най-често се използва дъб, по-рядко се използва кестен, понякога и кедър. Кацата има отвор за пълнене – горната основа на конуса като каците за ферментиране имат долен отвор за източване на ширата, запушван с чеп.